# Myrmotherula sunensis
A Myrmotherula sunensis a madarak osztályának verébalakúak (Passeriformes) rendjébe és a hangyászmadárfélék (Thamnophilidae) családjába tartozó faj.

## Rendszerezése
A fajt Frank Chapman amerikai ornitológus írta le 1925-ben. Egyes szervezetek a Myrmopagis nembe sorolják Myrmopagis sunensis néven.

## Alfajai
- Myrmotherula sunensis sunensis Chapman, 1925
- Myrmotherula sunensis yessupi Bond, 1950[1]

## Előfordulása
Dél-Amerika északnyugati részén, Brazília, Ecuador, Kolumbia és Peru területén honos. Természetes élőhelyei a szubtrópusi vagy trópusi síkvidéki esőerdők és mocsári erdők. Állandó, nem vonuló faj.

## Megjelenése
Testhossza 9 centiméter.

## Életmódja
Rovarokkal és valószínűleg pókokkal táplálkozik.

## Természetvédelmi helyzete
Az elterjedési területe nagyon nagy, egyedszáma ugyan csökken, de még nem éri el a kritikus szintet. A Természetvédelmi Világszövetség Vörös listáján nem fenyegetett fajként szerepel.